# Ole Riber Rasmussen
Ole Riber Rasmussen (født 28. september 1955, død 11. februar 2017) var en dansk konkurrenceskytte og OL-medaljetager. Han har deltaget ved de Olympiske Lege fire gange, i 1984 - 1988 - 1992 og 1996. 
Ole Riber Rasmussens største resultat kom ved legene i Los Angeles, 1984, hvor han vandt sølv i skeetskydning, med et resultat på 196 point. Ved legene i Atlanta 1996 blev det til omskydning om 3 og 4 pladsen, hvor det blev til en 4 plads.
I 1998 tangerede han verdensrekorden ved et World Cup flugtskydningsstævne i Bologna, ved at ramme 224 ud af 225 duer.